# Улькунды
Улькунды (баш. Өлкөндө, тат. Өлкөнде) — село в Дуванском районе Республики Башкортостан, административный центр Улькундинского сельсовета. Согласно переписи 2020 года население составляло 1263 человека.

## История
Улькунды — самое раннее мишарское поселение на территории Дуванского района. Куплена в вечное владение у башкирцев Мурзаларской и Дуванской волостей по договорам от 1762, 1787, 1805 годов. Предки мишарей д. Улькунды, относившейся в первой половине XIX в. к 15 юрту 3 мишарского кантона в Уфимском уезде, «поселились на башкирской земле первоначально в д. Кызылярово в дачах Мурзаларской волости по выданному от башкир в 1762 г. договору, затем в 1781 г. заключили договор с башкирами Дуванской волости. Где теперь (1864 г.) и живут. Здесь живут и 27 тептярей, но по ревизиям показаны в д. Кызыляровой». И действительно, мишари по ревизиям числятся по д. Улькунды, а тептяри — по д. Кызылярово («Улькунды тож»)".
В 1816 г. насчитывалось 230 душ мужского пола мишарей и 12 душ тептярей. В 1834 г. — 775 мишарей, 58 тептярей. В 284 дворах в 1859 г. проживало 786 мужчин.
В «Списке населенных мест по сведениям 1870 года», изданном в 1877 году, населённый пункт упомянут как деревня Улькунды 3-го стана Златоустовского уезда Уфимской губернии. Располагалась при речке Хан-Яктане, на Сибирском почтовом тракте из Уфы, в 146 верстах от уездного города Златоуста и в 25 верстах от становой квартиры в селе Сикиаз (Тепловка). В деревне, в 273 дворах жили 1657 человек (853 мужчины и 804 женщины, тептяри, башкиры), были 2 мечети, конная мельница. Жители занимались земледелием, скотоводством, пчеловодством.
В 1920 г. в 456 дворах учтено 2472 мишаря.

## Население
| 2002 | 2010  |
| ---- | ----- |
| 1464 | ↘1255 |

Жители преимущественно татары (93 %).

## Географическое положение
В центре села протекает река Хан-Яткан.
Расстояние до:
- районного центра (Месягутово): 25 км,
- ближайшей ж/д станции (Сулея): 100 км.

## Экономика и социальная сфера
СПК «Улькундинский».

## Религия
В селе есть мечеть.

## Известные уроженцы
- Ахмед Ерикеев (1902—1967) — татарский поэт, автор текстов песен.